# Регенезис
Регенезис (англ. ReGenesis) — канадський серіал, знятий The Movie Network і Movie Central у співпраці з Shaftesbury Films. Сюжет серіалу пов'язаний з роботою вчених з NorBAC (North American Biotechnology Advisory Commission), вигаданої лабораторії в Торонто, яка займається вірусологією, розробкою ліків проти хвороб, а також допомагає боротися з наслідками біотероризму.
Серіал спочатку був показаний на The Movie Network і Movie Central з трансляцією на Global Television Network і Showcase Television в Канаді. Також цей серіал можна було подивитися на Syfy у Великій Британії, Halogen TV і CW Plus в США, FX Latin America в Мексиці та багатьох інших телеканалах в Європі і Азії. Права на серіал належать Oasis International.
Науковий консультант серіалу Елед Едвардс є відомими канадським молекулярним біологом і очолює Structural Genomics Consortium.

## У головних ролях
- Девід Сендстром (Пітер Аутербрідж) — молекулярний біолог, голова NorBAC. Канадець.
- Карлос Серрано (Конрад Пла) — доктор генетики і медицини, який працює в NorBAC. Мексиканець. Гомосексуал.
- Керолайн Моррісон (Максим Рой) — керуючий директор NorBAC. Знає як мінімум чотири мови: англійська, французька, іспанська і один з діалектів китайської.
- Джил Ленгстон (Сара Стрейндж) — вірусолог, яка працювала в NorBAC у перших двох сезонах. Американка.
- Боб Мельников (Дмитро Чеповецький) — біохімік, який працює в NorBAC. Страждає синдромом Аспергера. Канадець.
- Рейчел Вудс (Венді Крюсон) — вірусолог, що прийшла працювати в NorBAC після відходу Джил. Колишня дружина Карла Ріддлмайєра. Американка.
- Майко Трен (Майко Нгуєн) — провідний біоінформатик, що працює в NorBAC. Пізніше керуючий директор. Канадійка.
- Вестон Філд (Ґреґ Брик) — менеджер лабораторії, помічник Керолайн, пізніше керуючий директор NorBAC. ВІЛ-інфікований. Канадець.
- Карл Ріддлмайєр (Джерент Він Дейвіс) — науковий радник в Білому домі. Колишній чоловік Рейчел Вуд. Американець.
- Енука Окімба — вірусолог, що прийшла працювати в NorBAC після Рейчел. Американка.

## Ролі другого плану
- Хіра Хан (Мішу Веллані) (сезон 1) — вірусолог, яка працювала в NorBAC.
- Ліліт Сендстрем (Елен Пейдж) (сезон 1) — 15-річна дочка Девіда.
- Мік Слоан (Марк Рендалл) (сезон 1) — ровесник Ліліт, який вважав себе клоном.
- Оуен (Майкл Сітер) (сезони 2-3) — безпритульний 17-річний хлопець, з яким Девід познайомився в Нью-Йорку.
- Доктор Гордон Петрас (Джим Аллоді) — лікар, до якого команда NorBAC звернулася після травмуючих подій. Зокрема, консультував Майко.
- Доктор Саймон Джессап (Деррен Бойд) — британський вчений, який спеціалізується на вивченні нейронів. Він допомагав Майко в дослідженні випадків зараження вірусом коров'ячого сказу і сплеску інтелекту.